# In-folio
Pour les articles homonymes, voir Folio et Infolio éditions.

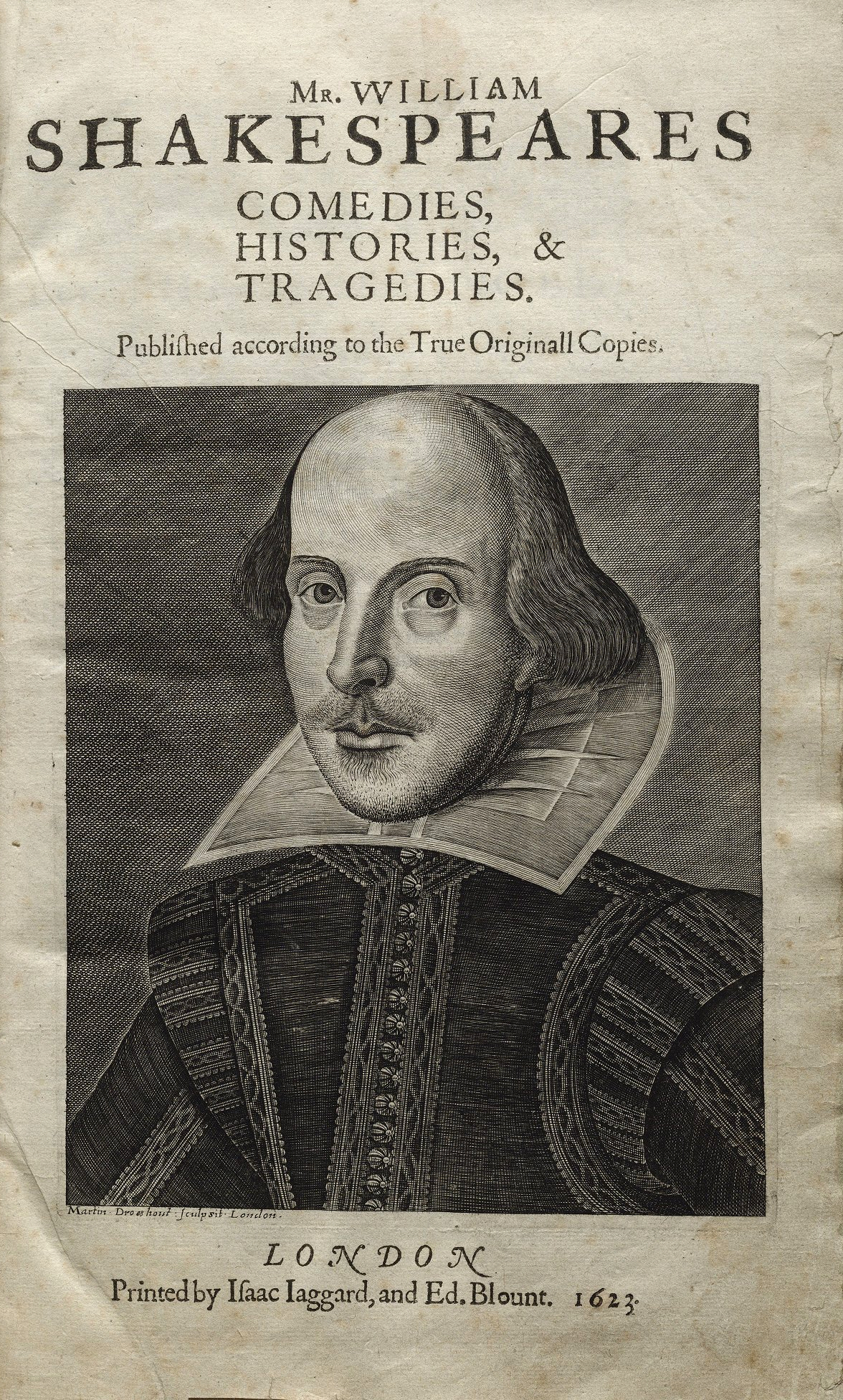
Appelé First Folio, le premier recueil des pièces de William Shakespeare (Londres, 1623).

L’in-folio est une forme de livre où la feuille imprimée a été pliée une fois, donnant ainsi deux feuillets, soit quatre pages. L’in-folio est plus ou moins grand, selon l’étendue de la feuille.
Aux XVIIe siècle et au XVIIIe siècle, les in-folio sont généralement des ouvrages de référence, fort volumineux (couramment environ 10 kg par tome) et ont un format voisin de nos actuels papiers A3 (deux fois plus grand que la page habituelle des imprimantes de bureau).
On l'écrit en forme abrégée « in-f° ».

## Quelques éditions notables en in-folio
- La plupart des éditions du Dictionnaire historique et critique, de Pierre Bayle  (1re édition en 1697, 2 volumes in-folio ; édition de 1702, 3 volumes in-folio).
- La première édition de l’Encyclopédie ou Dictionnaire raisonné des sciences, des arts et des métiers, en 35 volumes (17 volumes de textes, 11 de planches, 4 de supplément, 2 d'index et 1 supplément de planche) de format in-folio, a été écrite entre 1751 et 1772, à l’initiative de Denis Diderot et de Jean d'Alembert, philosophes du siècle des Lumières, sur une idée du libraire André Le Breton.